# Namco System 246
Namco System 246 es una placa de arcade creada por Namco destinada a los salones arcade.

## Descripción
El Namco System 246 fue lanzada por Namco en 2000, y está basada en el hardware de PlayStation 2. Cuenta con 4 variantes o modelos, fue superada en el año 2004 por el namco system 256, un sistema de diseño similar, pero con prestaciones ligeramente superiores (más RAM, frecuencia de RAMBUS aumentada)
Posee características técnicas similares a la segunda consola de Sony, tiene un procesador de 128 Bit "Emotion Engine", Co-Procesador FPU, 32 MB de Ram, gráfica "Graphics Synthesizer" , el audio lo gestiona el SPU2+CPU, con 48 Canales, y el I/O Processor que es el de PlayStation.

## Especificaciones técnicas

### Procesador
- 128 Bit "Emotion Engine" 
  - Velocidad: 300 MHz
  - Memoria RAM: 32 MB Direct Rambus
  - Ancho de banda de la memoria: 3.2 GB por segundo
  - Co-Procesador: FPU (Floating Point Multiply Accumulator x 1, Floating Point Divider x 1)
  - Unidad de Vectores : VU0 and VU1 (Floating Point Multiply Accumulator x 9, Floating Point Divider x 1)
  - Floating Point Performance: 6.2 GFLOPS
  - 3D CG Geometric Transformation: 66 millones de Polígonos Por Segundo
  - Compressed Image Decoder: MPEG2

### Tarjeta gráfica
- "Graphics Synthesizer" 
  - Velocidad: 150MHz
  - DRAM Bus bandwidth: 48 GB Per Second
  - DRAM Bus width: 256 bits
  - Pixel Configuration: RGB:Alpha:Z Buffer (24:8:32)
  - Maximum Polygon Rate: 75 millones de Polígonos Por Segundo

### Audio
- "SPU2+CPU" 
  - Number of voices: ADPCM: 48 channel on SPU2 plus definable by software
  - Sampling Frequency: 44.1 kHz or 48 kHz (selectable)

### I/O Processor
- CPU Core: PlayStation CPU 
  - Velocidad: 33.8 MHz o 37.5 MHz (seleccionable)
  - Sub Bus: 32 Bit

Notas:
- Esta es una aproximación del estándar de las placas System 246, ya que dependiendo del manufacturador, hay pequeñas modificaciones (por ejemplo, de Namco y Sega tienen sus propias diferentes revisiones)
- System Super 256 se basó en System 256, pero usa pistola en vez de controles.
- System 147 carece de disco duro y lectores de DVD, pero usa chips de memoria ROM en su lugar.

### Namco Arcade Board
La placa que contiene los componentes añadidos por namco, esta placa expone los diferentes puertos que observamos en el frente de los system 246, a saber:
- Entrada de corriente (plug JST VH)
- Doble salida VGA controlada por JVS
- Salida audio estéreo
- USB JVS (12v!)
- Puerto serie RS232
- Dip switches

Esta placa fue fusionada con la placa de PS2 a partir del Namco system 246 Rack C

## Modelos

### System 246 "Driving"
El primer PS2 arcade, lleva dentro una PS2 modelo COH-H30000, que está basada en el modelo de lanzamiento norteamericano de PS2 (placa gh-004)

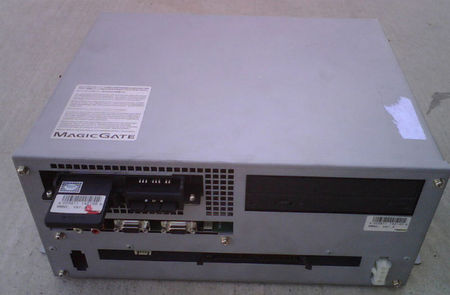
Namco System246 Driving

### System 246 Rack A
Con una ligera reducción de tamaño, esta unidad lleva dentro una PS2 modelo COH-H31000 (la misma que llevan los konami python1) Basada en la placa de PS2 gh-006

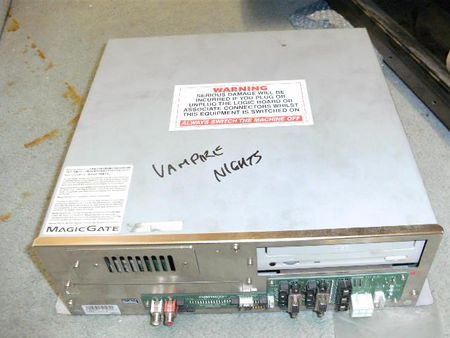
Namco System 246 A

### System 246 Rack B
Lleva dentro una PS2 modelo COH-H31100, la cual es prácticamente igual a la COH-H31000, pero con modificaciones para permitir la remoción de la "daughterboard" característica de estos modelos tempranos de PS2, los componentes que habitaban la daughterboard (como el MechaCon) fueron puestos en la placa arcade de namco.

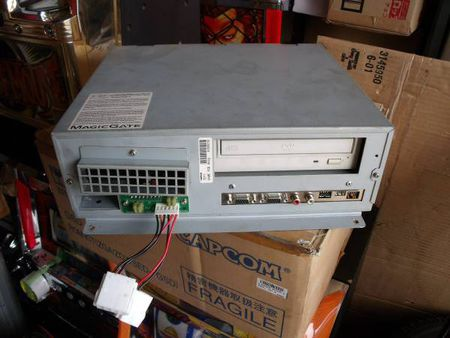
no

### System 246 Rack C
El más común de los system 246 en Japón.
Muestra una considerable reducción de tamaño.
Su peso total (con una unidad de DVD, no con disco duro) ronda los 5 kilos.
Este modelo ya no lleva un número de modelo de Sony (COH-Hxxxxx), ya que Namco fusionó la placa de PS2 con la placa arcade en una sola.

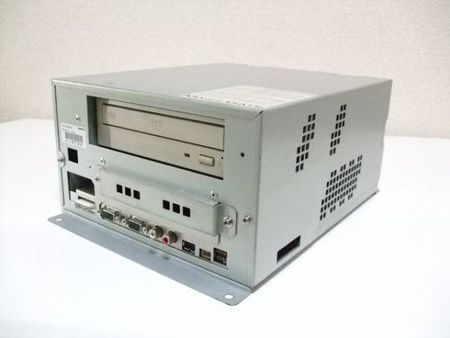
no

## Periféricos

### Dongle de seguridad (memory card) COH-H10020
Una memory card que utiliza el magicgate arcade, solo es accesible desde el puerto 1 de una PS2 arcade. El chip SysCon de las PS2 arcade apagan/reinician la consola si pasan un periodo de entre 3 a 5 minutos sin recibir confirmación de que la unidad tenga uno de estos dongles conectado

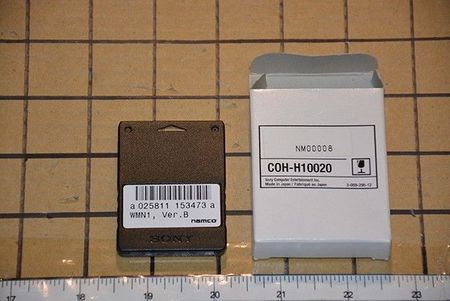
no

Los namco system 246, 256 y konami python 1 dependen de este dongle para funcionar

### Namco I/O PCB Kit (B)
Una placa con un set the cables que permite la conexión del sistema a una gabinete arcade con conexión JAMMA.
Esta placa es incompatible con el Namco system 246 driving, ya que este lleva una versión alterna de esta placa integrada dentro de la unidad

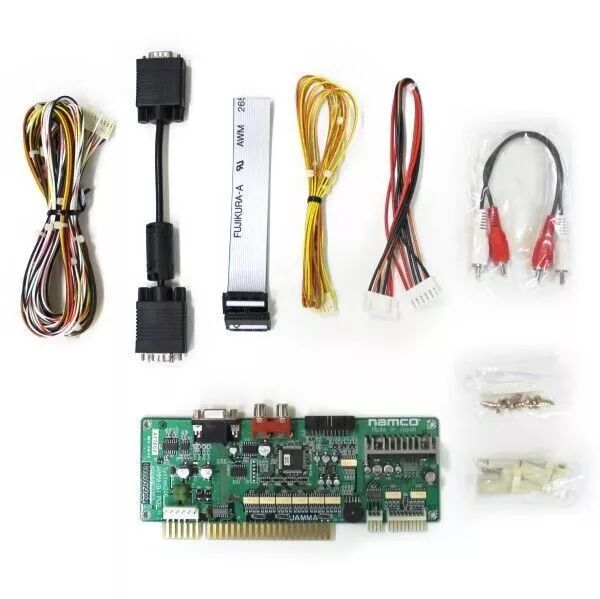
no

### Namco RAM32 / RAM64 PCB
Placas modulares con memoria ram adicional, viene en dos ediciones, una de 64mb y otra de 32.
Estas placas solo son compatibles con los system 246 Driving y Rack A. A partir del system 246 Rack B la versión de 64mb de esta placa fue integrada dentro de la placa arcade.

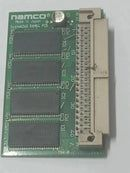
no

## DIP switches
Un grupo de 4 switches ubicados en la placa arcade, expuestos en el frente de la unidad, contra la derecha. El funcionamiento de cada interruptor es el siguiente (contando de izquierda a derecha):
| Número | Descripción              | Encendido                       | Apagado                           |
| ------ | ------------------------ | ------------------------------- | --------------------------------- |
| 1      | MODO                     | modo de prueba                  | modo de juego                     |
| 2      | nivel de salida de video | 31kHz:0.7v p-p o 15kHz:3.0v p-p | 31kHz: 0.7v p-p o 15kHz: 0.7v P-P |
| 3      | sincronización de salida | 31kHz                           | 15kHz                             |
| 4      | sincronía                | Compuesta                       | sincronía separada                |

## Lista de videojuegos
- Alien Sniper
- Alpine Racer 3
- Battle Gear 3
- Battle Gear 3 Tuned
- Bloody Roar 3
- Capcom Fighting All Stars
- Capcom Fighting Jam
- Chokosoku Card Racer
- Cobra : The Arcade
- Dragon Chronicles
- Dragon Chronicles II
- Fate : Unlimited Codes
- Gun Survivor 3 : Dino Crisis
- Idol Master
- Minnade Kitaeru Zennou Training
- Mobile Suit Gundam SEED : Federation Vs. Z.A.F.T.
- Mobile Suit Gundam SEED : Federation Vs. Z.A.F.T. II
- Mobile Suit Gundam Z : AEUG Vs. Titans
- Mobile Suit Gundam Z : AEUG Vs. Titans DX
- Pride GP 2003
- Professional Baseball 2002
- Quiz Mobile Suit Gundam: Tou. Senshi
- Ridge Racer V Arcade Battle
- Rockman EXE: Battlechip Stadium
- Samurai Surf X
- Sengoku Basara X
- Smash Court Pro Tournament
- Soulcalibur II
- Soulcalibur III Arcade Edition
- Starblade : Operation Blue Planet
- Taiko no Tatsujin 7
- Taiko no Tatsujin 8
- Technic Beat
- Tekken 4
- Time Crisis 3
- Vampire Night
- Wangan Midnight
- Wangan Midnight R
- Zoids Infinity
- Zoids Infinity EX
- Zoids Infinity EX Plus